# Opytnyj
Opytnyj (jinak též projekt 45) byl torpédoborec sovětského námořnictva z období druhé světové války. Původně se měl jmenovat Sergej Ordžonikidze. Postaven byl v jediném exempláři. Sloužil k experimentům s pohonným systémem. Ve službě byl v letech 1941–1953. Byl to první sovětský torpédoborec postavený bez přímé zahraniční pomoci.

## Stavba
Torpédoborec Opytnyj byl vyvinut roku 1934. Cílem bylo získat torpédoborec přibližně o velikosti třídy Gněvnyj, avšak s rychlostí zvýšenou na 45 uzlů a s dosahem prodlouženým o 20 %. Toho mělo být dosaženo mimo jiné zkušební instalací vysokotlakých kotlů a využitím svařování při jeho stavbě. Kvůli přetížení musel být požadavek na rychlost zredukován na 42 uzlů a hlavní výzbroj omezena na tři 130mm kanóny. Plavidlo postavily Ždanovovy loděnice v Leningradu. Kýl lodi byl založen v květnu 1935 a na vodu byl spuštěn 8. prosince 1936. První zkušební plavbu torpédoborec podnikl 27. listopadu 1940. Dokončení se ale protáhlo až do září 1941. Ve službě bojové schopnosti plavidla negativně ovlivňovaly vibrace při plavbě vysokou rychlostí.

## Konstrukce
Výzbroj představovaly tři 130mm kanóny (jeden na přídi a dva na zádi), čtyři 45mm kanóny, tři 37mm kanóny, dva čtyřhlavňové 533mm torpédomety, dva spouštěče hlubinných pum (10 kusů) a až 60 min. Pohonný systém tvořily čtyři kotle Ramsin a dvě převodové turbíny o výkonu 70 000 shp, pohánějící dva lodní šrouby. Nejvyšší rychlost dosahovala 42 uzlů.

## Služba
Za války Opytnyj sloužil v Baltském loďstvu. Během obležení Leningradu sloužil jako plovoucí dělostřelecká baterie. V padesátých letech byl sešrotován.